# Heinz Simmet
Heinz Simmet (født 22. november 1944 i Göttelborn, Tyskland, død januar 2024) var en tysk fodboldspiller (midtbane/angriber).
Simmets karriere huskes primært for hans tid hos FC Köln, som han repræsenterede i 11 sæsoner. Han spillede over 350 ligakampe for klubben og var med til at vinde ét tysk mesterskab og tre pokaltitler.

## Titler
Bundesligaen
- 1978 med FC Köln

DFB-Pokal
- 1968, 1977 og 1978 med FC Köln